# 866

## Догађаји
- Велика паганска војска Викинга јаше на север Енглеске до Нортамбрије. Нортамбријци су заокупљени грађанским ратом, а Данци улазе у Јорк без отпора.
- Опсада Дубровника (886)

- 21. април – Варда, регент Византијског царства, убијен је од стране Василија I Македонског у Милету, док је водио велику експедицију против сараценског упоришта Крит.
- 26. мај – Василије I Македонац крунисан је за сацара Византијског царства, а усваја га много млађи Михаило III.
- 27. мај – Краљ Ордоњо I, владар Краљевине Астурије, умире након 16-годишње владавине. Наслеђује га син, Алфонсо III, који се касније назива „Алфонсо Велики“.
- 2. јул – Битка код Брисарта: Франачке снаге, предвођене Робером Јаким, поражене су од стране заједничке бретонске и викиншке војске.
- Луј II, цар Светог римског царства, побеђује сараценске освајаче који пустоше јужну Италију.
- Велика паганска војска Викинга јаше на север ка Нортумбрија. Нортумбријанци су заокупљени грађанским ратом, а Данци улазе у Јорк без отпора.
- 17. октобар – Калиф Ел-Мустаин је погубљен након четворогодишње владавине. Наследио га је Ел-Мутаз, који је постао најмлађи абасидски калиф који је преузео власт.
- У Ел-Џазири (Горња Месопотамија) почиње побуна Хариџита против Абасидског калифата, која ће трајати 30 година.
- Фуџивара но Јошифуса постаје регент (сешо) да помогне малолетном цару Сеиви, започињући регентство Фуџивара.
- Борис I, владар (кнез) Бугарског царства, шаље дипломатску мисију, коју предводи бугарски племић Петар, у Рим, у настојању да обнови везе са Западом.
- Папа Никола I наређује да се сви западни хришћани уздрже од једења „меса, крви или коштане сржи“ топлокрвних животиња средом и петком, и забрањује употребу мучења у гоњењу за врачање

## Рођења
- 19. септембар — Лав VI Мудри, византијски цар (у. 912)
- Робер I Француски, западнофраначки краљ (у. 923)

## Смрти
- 2. јул — Робер Јаки, маркгроф Неустрије